# 은행권청년창업재단
은행권청년창업재단은 청년세대 창업지원을 통한 일자리 창출에 기여하고자 19개 금융기관(설립 당시 20개 기관)이 2012년 5월 30일에 설립한 국내 최대 규모의 창업재단이다. 공익법인으로 설립되었으며, 재단의 출연금은 총 8,450억원이다.

## 개요
은행권청년창업재단은 대한민국 민법 제32조에 의한 비영리 법인으로서 금융위원회의 인가를 받아 설립되었으며 은행연합회 회장이 재단 이사장을 겸임하고 있다. 재단은 초기 기업이 성장하는데 필요한 공간, 투자, 네트워크 등을 유기적으로 지원하며, 2013년부터 현재까지 매월 개최하는 "디데이(d.day)" 프로그램을 통해 스타트업을 선발하고 있다.
재단은 연결과 협업을 통하여 청년창업과 성장을 지원하고, 끊임없이 혁신을 추구하는 문화의 조성을 기치로 경제성장의 저변을 확대하며, 일자리 창출에 적극 힘써 국민경제발전에 기여함을 목적으로 한다. 설립(2012. 5)이후 2013년 중반기까지 신용보증기금 및 기술보증기금과의 업무위탁계약 등에 따라 청년창업기업에 대한 보증 중심의 사업을 운영하여 왔으나 창업 생태계 환경 변화에 따라 성장사다리펀드 출자를 포함한 간접투자와 청년창업 생태계 구축 중심의 활동을 강화하고 있다.

## 연혁
- ’12.05 금융위원회의 비영리법인(재단법인) 설립 허가
- ’12.05 재단법인 은행권청년창업재단 설립
- ’12.07 기획재정부 지정기부금단체 지정
- ’13.03 기업가정신센터(D.CAMP) 개관
- ’13.05 성장사다리펀드 조성계획 발표
- ’14.11 창조경제대상 미래창조과학부 장관상 수상
- ’14.11 대한민국 인터넷대상 대통령상 수상
- ’15.11 프랑스 올랑드 대통령 및 3개 부처 장관 방문
- ’15.11 액셀러레이터 통합 데모데이 최우수상 수상
- ’18.03 은행권일자리펀드 조성계획 발표
- ’18.04 마포청년혁신타운(프론트원) 조성계획 발표
- ’19.03 문재인 대통령 격려 방문 (제2벤처붐)
- ’20.06 정책소통 유공 정부포상 대통령상 수상
- ’20.07 프론트원 개관
- ’21.07 벤처창업학회 벤처창업진흥대상 수상
- ’22.03 디캠프 부산 라운지 개관
- ’22.12 과학기술정보통신부 디지털 플랫폼 발전 유공상 수상
- ’23.01. 글로벌 거점 개소 (싱가포르)

## 공간
- 선릉센터 (’13.03 개관) 서울 강남구 선릉로 551 새롬빌딩
- 프론트원 (’20.07 개관) 서울 마포구 마포대로 122 프론트원
- 부산라운지 (’22.04 개관) 부산 동구 중앙대로 210, 부산유라시아플랫폼 A동 201호
- 싱가포르센터 (’23.01 개관) 80 Robinson Rd, #18-62, Singapore 068898

## 조직

### 임원
- (이사장) 은행연합회 회장
- (대표이사) 은행권청년창업재단 대표이사
- (이사) 시중은행협의회 의장
- (이사) 지방은행협의회 의장
- (이사) 중소기업은행 은행장
- (이사) 신용보증기금 이사장
- (이사) 기술보증기금 이사장
- (이사) 중소벤처기업진흥공단 이사장
- (이사) 금융위원회 금융정책국장
- (감사) 은행연합회 감사

### 조직
- 1본부 5실 10팀

## 주요사업
- 창업교육, 훈련, 업무공간 제공 등 청년창업을 위한 인프라 구축․운영
- 청년창업기업과 일자리 창출 및 성장저변 확충 등 창업‧성장 생태계 조성 효과를 기대할 수 있는 기업에 대한 투자
- 청년창업기업에 대한 보증 (’13.10.31 신규 보증업무 중단)
- 청년재창업지원 사업
- 상기 사업을 수행하기 위한 출연, 위탁 등 관련 사업
- 기타 재단의 목적달성에 필요한 사업

## 출연금 및 활용실적

### 출연금
- 총 8,450억원 (2023년말 기준)

### 20개 출연기관
- 한국산업은행, 농협은행, 신한은행, 우리은행, 한국SC은행, 하나은행, 중소기업은행, 국민은행, 한국외환은행, 한국씨티은행, 한국수출입은행, 수협은행, 대구은행, 부산은행, 광주은행, 제주은행, 전북은행, 경남은행, 한국주택금융공사, 한국정책금융공사

## 관련기사
- 디캠프, 창업자 정신건강 책임질 프로그램 24일부터 3일간 진행 (2023.10.16)
- 한국 넘어 글로벌 깃발 꽂는 K-스타트업…뒷배 자처한 베이스캠프 (2023.09.17)
- 수도권 넘어 전국으로..지역 창업생태계에 '혁신 씨앗' 심는다 (2023.09.10)
- "지역으로 사업 넓힐 스타트업 돕는다" 디캠프, 지역별 매칭 지원 (2023.02.09)
- ‘가족 같은 따뜻함’으로 스타트업의 절친 되다 (2022.12.01)
- 디캠프서 만난 외국인 창업자 "한국은 이런게 좋아요" (2022.07.05)
- 마포 공덕밸리에 스타트업계 '어벤져스' 뜬다 (2022.06.02)
- 디캠프, 창업허브 부산유라시아플랫폼에 스타트업 라운지 조성 (202205.02)